# Sete Lágrimas
Sete Lágrimas är en musikensemble som är specialiserad på tidig och samtida portugisisk musik och sambanden mellan folkliga och konstmusikaliska traditioner. Den portugisiska ensemblen, som bildades år 2000, leds av de musikaliska ledarna och sångarna Filipe Faria och Sérgio Peixoto. Bland deras skivinspelningar återfinns exempelvis "Diaspora.pt" från 2008 och "Terra" från år 2011. De har genomfört turnéer i bland annat Portugal, Bulgarien, Italien, Malta, Spanien och Macau. I Sverige har de medverkat vid Stockholm Early Music Festival 2012.